# Nikola Jevtović
Nikola Jevtović (cyr. Никола Јевтовић; ur. 19 grudnia 1989 w Užicach) – serbski koszykarz, występujący na pozycji silnego skrzydłowego.
20 lipca 2019 dołączył do Arged BM Slam Stali Ostrów Wielkopolski. 14 października klub zawiesił go w prawach zawodniczych.

## Osiągnięcia
Stan na 21 lipca 2020, na podstawie, o ile nie zaznaczono inaczej.
Drużynowe
- Wicemistrz Rumunii (2017)
- Zdobywca Pucharu Bośni i Hercegowiny (2018)
- Finalista superpucharu Polski (2019)[4]

Indywidualne
- MVP kolejki ligi:
  - adriatyckiej (7 - 2014/2015, 12 - 2017/2018)
  - serbskiej (23 - /2013)